# 4′33″
4′33″ est une œuvre musicale composée par John Cage, souvent décrite comme « quatre minutes trente-trois secondes de silence », mais qui est en fait constituée de sons de l'environnement que les auditeurs entendent ou créent lorsqu'elle est interprétée.
L'œuvre est écrite pour le piano et est structurée en trois mouvements. Sur la partition, chaque mouvement est présenté au moyen de chiffres romains (I, II & III) et est annoté TACET (« il se tait » en latin), qui est le terme utilisé dans la musique occidentale pour indiquer à un instrumentiste qu'il doit rester silencieux pendant toute la durée du mouvement.

## Conception de l'œuvre
À la fin des années 1940, Cage visita la chambre insonorisée de l'université Harvard. Cage s'attendit à « entendre » le silence lorsqu'il entra dans la chambre, mais comme il l'écrivit plus tard : « J'entendis deux bruits, un aigu et un grave. Quand j'en ai discuté avec l'ingénieur responsable, il m'informa que le son aigu était celui de l'activité de mon système nerveux et que le grave était le sang qui circulait dans mon corps. »
Cage était sceptique quant à la fiabilité des commentaires de l'ingénieur, particulièrement sur le fait de pouvoir entendre son propre système nerveux. Quelle que fût la vraie réponse, Cage était allé voir dans un endroit où il s'attendait au silence total, mais y trouva quand même du bruit. Plus tard, il ajouta : « Jusqu'à ma mort il y aura toujours du bruit et il continuera à me suivre même après. » C'est à ce moment qu'il réalisa l'impossibilité de trouver le silence quel que soit l'endroit et qui le mena à composer son morceau le plus populaire : 4'33".
Cage écrivit dans Les Confessions d'un compositeur (1948) que son désir le plus cher était de pouvoir composer un morceau de silence ininterrompu. Ce dernier durera 4 minutes et 33 secondes, qui est la longueur standard de la musique « en boîte » et que son titre sera « une prière silencieuse ». Cage commenta son œuvre : « Elle s'ouvrira avec une idée simple que j'essayerai de rendre aussi séduisante que la couleur, la forme et le parfum d'une fleur. La fin s'approchera de l'imperceptibilité. »
Les autres influences de ce morceau proviennent des arts visuels : des amis de Cage, tel Robert Rauschenberg avaient produit une série de peintures « blanches ». Apparemment « vides », ces toiles changeaient de ton en fonction de la luminosité de la pièce dans laquelle elles étaient exposées ou en fonction de l'ombre des personnes les visualisant. Ces dernières ont beaucoup inspiré Cage sur la possibilité de créer une œuvre employant ce même vide, mais dans le domaine musical cette fois-ci.
Une autre influence probable est celle du bouddhisme zen et de la notion taoïste de non-agir. John Cage suivit pendant deux années les cours que le Daisetz Teitaro Suzuki donna à partir de 1951 à l'université Columbia de New York.
Une note de John Cage complète cette partition :
« Note: the title of this work is the total length in minutes and seconds of its performance. At Woodstock, N.Y., August 29, 1952, the title was 4'33" and the three parts were 33", 2'40", and 1'20". It was performed by David Tudor, pianist, who indicated the beginnings of parts by closing, the endings by opening, the keyboard lid. After the Woodstock performance, a copy in proportional notation was made for Irwin Kremen. In it the timelengths of the movements were 30", 2'23", and 1'40". However, the work may be performed by any instrumentalist(s) and the movements may last any lengths of time. »
« Le titre de cette œuvre figure la durée totale de son exécution en minutes et secondes. À Woodstock, New York, le 29 août 1952, le titre était 4′33″ et les trois parties 33″, 2′40″ et 1′20″. Elle fut exécutée par David Tudor, pianiste, qui signala les débuts des parties en fermant le couvercle du clavier, et leurs fins en ouvrant le couvercle. L'œuvre peut cependant être exécutée par n'importe quel instrumentiste ou combinaison d'instrumentistes et sur n'importe quelle durée. »

## Structure
La partition indique trois mouvements :
1. (0:00–0:30) First movement — silence
2. (0:31–2:53) Second movement — silence
3. (2:54–4:33) Third movement — silence

Craig M. Wright commente : « Cage nous fait réaliser que la musique est surtout une forme de communication d'une personne à l'autre et que le bruit de fond aléatoire ne peut rien faire pour exprimer ou communiquer des idées et des sentiments. »

## Interprétations
Le morceau a été interprété par David Tudor le 29 août 1952, au Maverick Concert Hall (en) de Hurley, près de Woodstock, dans l'État de New York, en tant que partition de musique contemporaine pour piano. Le public l'a vu s'asseoir au piano, et fermer le couvercle. Après un moment, il l'ouvrit, marquant ainsi la fin du premier mouvement. Il réitéra cela pour les deuxième et troisième mouvements. Le morceau avait été joué et pourtant aucun son n'était sorti. Ce que voulait son auteur, c'est que quiconque qui aurait écouté attentivement aurait entendu du bruit involontaire. Ce sont ces bruits imprévisibles qui doivent être considérés comme étant la partition de musique dans ce morceau. Ce dernier demeure encore controversé à ce jour, et est vu en tant que provocation de la définition même de la musique :

« […] Les gens ont commencé à chuchoter l'un à l'autre, et certains ont commencé à sortir. Ils n'ont pas ri – ils ont juste été irrités quand ils ont réalisé que rien n'allait se produire, et ils ne l'ont toujours pas oublié trente ans après : ils sont encore fâchés. »

La longueur de 4′33″ est en fait désignée par pur hasard. Et c'est ce temps qui donne son titre à l'œuvre.
Cependant, Cage l'a précisé à plusieurs reprises, même si la pièce conserve le titre 4′33″, la durée totale ne doit pas nécessairement se limiter à cette période, bien que ce soit la pratique de Tudor, le créateur. Dans la version imprimée en 1960, il indique que « le titre de l'œuvre est la durée totale en minutes et secondes de son interprétation ». Néanmoins, Cage a également informé William Fetterman, en 1986, que la pièce pourrait, par exemple durer 23 minutes, bien que la division en trois mouvements doive être conservée. Il existe d'ailleurs deux autres versions de 4′33″ : une en notation espace-temps littérale, sans barres de cinq lignes, écrites en 1952 pour le dédicataire de 4′33″, Irwin Kremen (en), et une révision marginale de la version de 1960, préparé par Cage dans le milieu des années 1980.
Une autre théorie, provenant du philosophe et spécialiste de John Cage, Daniel Charles : « 4′33″ à son tour est un happening, puisque le pianiste s'y présente en tant qu'acteur et non en tant que producteur de sons ». Il indique que 4'33" pourrait être un ready-made à la Marcel Duchamp du fait que John Cage se trouvait en France lors de l'année de composition de l'œuvre et que sur les claviers de machines à écrire en AZERTY le 4 correspond au signe « ' » et le 3 au signe « " ».
Ce morceau (qui en réalité est plus une expérimentation) se veut être une remise en question de la notion même de la musique. Cage considérait que « le silence est une vraie note ». « "Silence" désignera désormais l'ensemble des sons non voulus par le compositeur », et il a eu l'ambition de dépasser ce qui est réalisable sur un morceau de papier en laissant la part totale à l'aléatoire (les éventuels bruits extérieurs dénués d'intention musicale mais pouvant être perçus comme du son en activité). Il est une invitation à l'écoute de cette activité qui ne s'arrête jamais.
Tudor vient confirmer ces propos en disant à propos de l'œuvre qu'elle « est l'une des expériences d'écoute les plus intenses qu'on peut avoir. Vous écoutez vraiment. Vous faites tout entendre de ce qu'il y a, les bruits d'audience jouent un rôle. Il est cathartique – quatre minutes et trente-trois secondes de méditation, en fait. »
Richard Kostelanetz (en) à la suite de Cage dégage trois corollaires : « que la distinction entre son et silence n'est pas réelle » ; « qu'il est impossible d'entendre deux fois exactement le même morceau » ; « que les critères esthétiques au nom desquels nous jugeons les œuvres « intentionnelles » ne sont peut-être pas appropriés à celles-ci, en ce qu'ils contreviennent à leur richesse et limitent arbitrairement l'étendue de nos perceptions ».

## Postérité
David Grubbs, invite à comparer ce « morceau de silence », propre à l'écoute des sons d'un site physique particulier, à une œuvre de Luc Ferrari intitulée Presque rien no 1.